# Crystal Palace (Montréal)
Pour les articles homonymes, voir Crystal Palace.
Ne doit pas être confondu avec Palais de Cristal (Montréal).

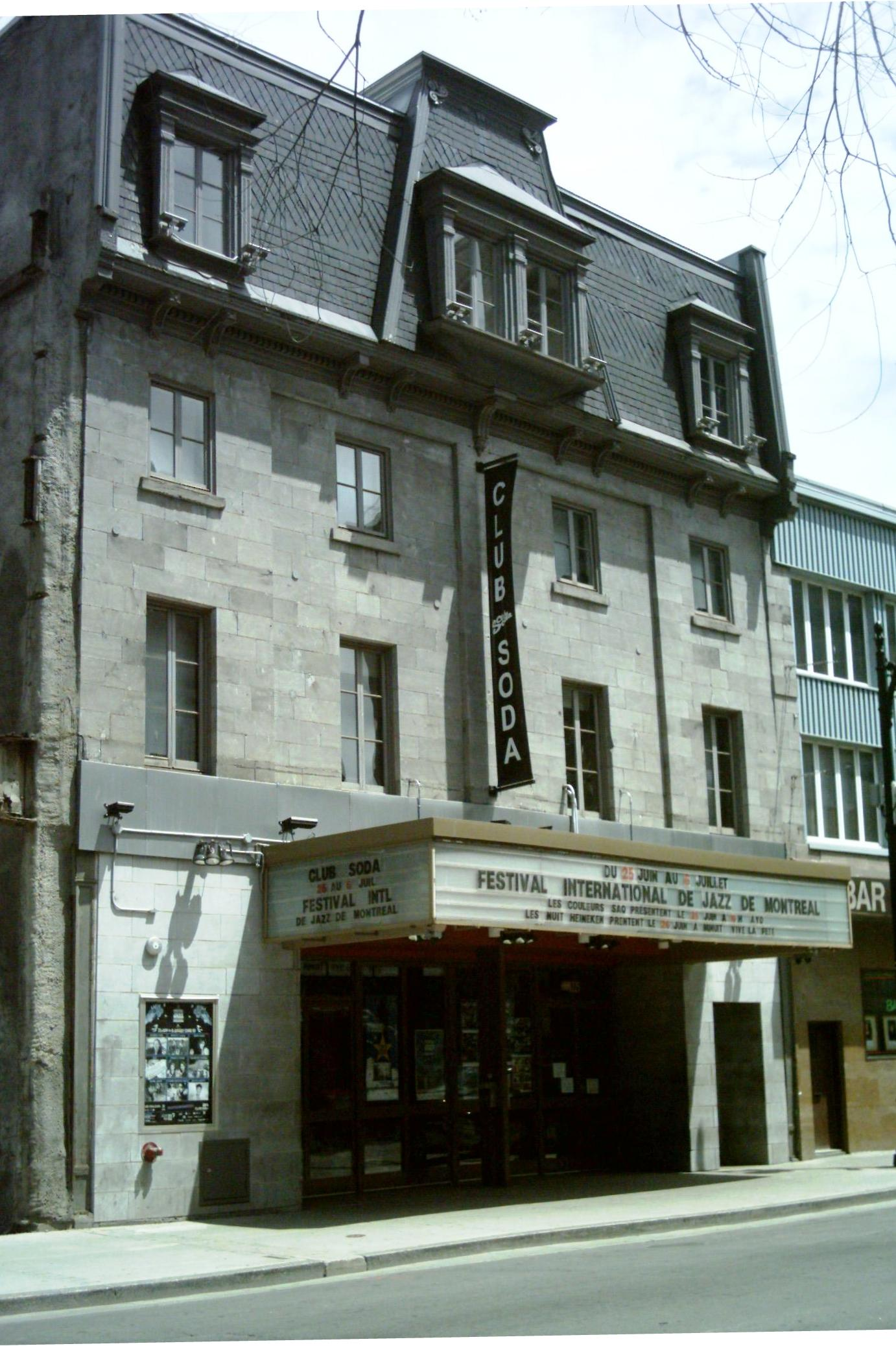
L'édifice du Crystal Palace abrite depuis 2000 le Club Soda.

Le Crystal Palace a été un cabaret montréalais des années 1940 et 1950. Il était situé au 1225 boulevard Saint-Laurent à Montréal, près de la rue Sainte-Catherine. Le site est l'emplacement actuel du Club Soda.

## Historique
Construit en 1908, le Crystal Palace présente des spectacles de vaudeville à partir des années 1920. En 1940, il suit la mode et devient un cabaret couru. Après la Seconde Guerre mondiale, sous l'influence de la mafia montréalaise, un volet casino est ajouté. Avec le déclin du quartier, le Crystal Palace se convertira à partir des années 1960, en marché aux puces, puis en cinéma tout en gardant son nom original. Enfin, en 2000, l'endroit est rénové pour accueillir le Club Soda.

## Source
- W. Weintraub, City Unique : Montreal Days and Nights in the 1940s and 1950s, McClelland & Stewart Inc., Toronto, 1998 (réimpr. 2e édition en 2004 chez Robin Brass Studio), 332 p.  (ISBN 0771089910) .
- Journal Métro